# Núria Garcia Jacas
Núria García Jacas (1961) és una científica, curadora, professora, i taxònoma catalana. Va estudiar Ciències Biològiques a la Universitat de Barcelona, on va obtenir la seva llicenciatura l'any 1984 i el doctorat el 1992. Des del 2009, és Funcionària de Carrera de l'E. Investigador Científic del CSIC, on desenvolupa activitats acadèmiques i científiques en el Laboratori de Biosistemàtica i Sistemàtica Molecular, de l'Institut Botànic de Barcelona, on actualment n'és la investigadora principal. La seva àrea d'interès és Botànica, Biologia Evolutiva, Sistemàtica.

## Algunes publicacions
- López-Pujol, J., López-Vinyallonga, S., Susanna, A., Ertuğrul, K., Uysal, T., Tugay, O., ... & Garcia-Jacas, N. (2016). Speciation and genetic diversity in Centaurea subsect. Phalolepis in Anatolia. Scientific reports, 6.
- Carnicero, P., Sáez, L., Garcia-Jacas, N., & Galbany-Casals, M. (2017). Different speciation types meet in a Mediterranean genus: The biogeographic history of Cymbalaria (Plantaginaceae). Taxon, 66(2), 393-407.
- Garcia-Jacas, N., Marin, P. D., & Susanna de la Serna, A. Scanning electron microscopy coupled with energy dispersive spectrometric analysis reveals for the first time weddellite and sylvite crystals on the surface of involucral bracts and petals of two Xeranthemum L.(Compositae) species. Microscopy and Microanalysis, 23, 679-686.